# Portelle dell'organo della chiesa di Santa Maria in Organo
Le portelle dell'organo della chiesa di Santa Maria in Organo sono delle tavole dipinte tra il 1515 e il 1516 dai pittori veronesi Girolamo dai Libri e Francesco Morone. Quando l'organo venne rinnovato le portelle lasciarono la chiesa di Santa Maria in Organo di Verona per poi giungere agli inizi del XIX secolo nella chiesa parrocchiale di Marcellise (oggi nel comune di San Martino Buon Albergo) dove ancora si trovano.

## Realizzazione
In seguito agli sconvolgimenti della guerra appena conclusa, i padri di Santa Maria in Organo decisero di rinnovare la loro chiesa e commissionarono ai due migliori pittori cittadini, Francesco Morone e Girolamo dai Libri, la decorazione delle portelle del nuovo organo che sarebbero dovute apparire, secondo il contratto sottoscritto il 12 novembre 1515, «belle et laudate appresso quelli che intendano l'arte». Secondo Vasari Francesco fu autore del San Benedetto e San Giovanni evangelista mentre a Girolamo si devono le raffigurazioni dei fiori e lo sfondo; lo storico dell'arte Carlo Del Bravo ha proposto sostanzialmente il contrario. La critica contemporanea ritiene che non si possa riconoscere nettamente il contributo dell'uno e dell'altro ritenendo che entrambi, grandi amici, lavorarono sulle portelle in perfetta sintonia e armonia, senza mai litigare e dividendosi il compito con equità influenzandosi a vicenda. L'opera venne completata nel 1516 e collocata in una cappella fatta costruire dagli olivetani proprio per contenere l'organo.

## Vicende successive
Successivamente, probabilmente in occasione del rinnovamento barocco dell'organo, le portelle divennero proprietà della famiglia Dal Pozzo fino a quando, agli inizi del XIX secolo, il conte Bartolomeo le donò alla parrocchiale di Marcellise (oggi nel comune di San Martino Buon Albergo) dove ancora si trovano.

### Esplicative
1. ↑  A proposito dell'attribuzione delle portelle, Giorgio Vasari afferma che «dipinse anco Girolamo in Santa Maria in Organi, dove fece la prima opera sua, in una delle portelle dell’organo (avendo l’altra dipinta Francesco Morone suo compagno), due Sante dalla parte di fuori, e nel didentro un presepio». In Vasari, 1568, pp. 272-273.

### Bibliografiche
1. 1 2  Castiglioni, 2008, p. 26.
2. 1 2  Gerola, 1913, p. 32.
3. 1 2  Alloro, 2015, pp. 59-61, 64-69, 145-153.